# Jorge Antonio Díaz de León Valdivia
Jorge Antonio Díaz de León Valdivia (1933)  Agrónomo y político, originario de Aguascalientes, en el estado mexicano del mismo nombre. Militante del Partido Revolucionario Institucional PRI desde 1950. En 1953 inició su carrera profesional en el estado de Veracruz como técnico del Banco Agrícola. Fue funcionario de la Secretaría de Agricultura del gobierno federal durante 30 años.

## Datos biográficos
Egresado de la Escuela Superior de Agricultura Hermanos Escobar, de Ciudad Juárez, Chihuahua, en donde obtuvo mención honorífica en su examen profesional. En 1956, en el ejercicio de su profesión le fue otorgado, por la Secretaría de Agricultura, durante el gobierno del presidente Adolfo Ruiz Cortines, premio nacional por haber obtenido el primer lugar en producción de maíz híbrido de riego. Fue Director Fundador de la Comisión para el Desarrollo Agropecuario del Gobierno de Aguascalientes y creador de los centros de desarrollo agropecuario municipales “CEDAM’s”. Díaz de León se desempeñó como dirigente nacional del Sindicato de Trabajadores de la Secretaría de Agricultura y como Secretario de Relaciones Sindicales Internacionales de la FSTSE, en la época del presidente Adolfo López Mateos.

## Carrera política
El Ing. Jorge Antonio Díaz de León.
Tiene 50 años de militancia participativa en el PRI 30 años como técnico y funcionario de la Secretaría de Agricultura. En el sexenio de presidente Adolfo Ruiz Cortines, obtuvo el "Primer lugar Nacional en Producción de Maíz Híbrido".
Postulado por el PRI fue elegido diputado federal en tres ocasiones para la XLVI, LI y LIII legislaturas del Congreso de la Unión. Ocupó los cargos de presidente y secretario de las comisiones legislativas de reforma agraria, agricultura, y recursos hidráulicos.
Fue dirigente nacional del Sindicato de Agricultura en el sexenio del Presidente Adolfo López Mateos; dirigente nacional de la Sociedad Mexicana de Ingenieros. Coordinador general del Archipiélago de Islas Marías por tres años. Fue 3 veces Presidente del PRI en Aguascalientes.
Comenzó su carrera política partidista como director estatal juvenil, presidente de Comité Seccional, y presidente de Comité Directivo Estatal de Aguascalientes en tres ocasiones. Fue Delegado General del Comité Ejecutivo Nacional del PRI en 25 entidades federativas, hasta ocupar el cargo de Secretario del Comité Ejecutivo Nacional de ese partido con el Dr. Lauro Ortega Martínez. El ingeniero Díaz de León participó activamente en las campañas presidenciales de Gustavo Díaz Ordaz, José López Portillo, Miguel de la Madrid Hurtado y Ernesto Zedillo Ponce de León, además de asesorar y conducir innumerables campañas políticas para senadores, diputados y presidentes municipales priistas. Entre ellas diseñó la campaña política que en 1985 llevó a Luis Donaldo Colosio Murrieta (1950-1994) a ser diputado federal durante la LIII Legislatura (1983-1988). Paradójicamente, veinte años después, recibiría de la dirigencia nacional de su partido la Medalla “Luis Donaldo Colosio” en la conmemoración del 75 Aniversario del PRI,  por “50 años de activismo político y lealtad institucional”.
Fue además Secretario General de la Sociedad Agronómica Mexicana y cuando esta se transforma a Confederación Nacional Agronómica funge entre 1983 y 1986 como Presidente Nacional de la organización. Habiendo recibido la medalla al mérito agronómico Melchor Ocampo, máxima presea que ha sido otorgada por esta organización gremial sólo diez veces desde 1921.
También fue secretario general del Colegio de Ingenieros Agrónomos de México (C. I. A. M.) y fue presidente nacional de la Sociedad Mexicana de Ingenieros de 1998 al 2002.
Desde su fundación en 2002 se desempeña como Presidente Nacional de la Asociación de Profesionales por la Democracia y el Desarrollo (APRODE A. P. N.), agrupación política nacional registrada ante el Instituto Federal Electoral como organismo de propuesta de los ingenieros.

## Obra
- "Los Migrantes de Ida", Premio Nacional.
- "Crisis Alimentaria, Reto para el Estado de Mexicano.